# Ясменка (приток Прони)

Ясменка — река в России, протекает в Михайловском районе Рязанской области. Правый приток Прони.

## География
Река Ясменка берёт начало около деревни Кораблинка. Течёт на юг. Устье реки находится у деревни Иваньково в 308 км по правому берегу реки Проня. Длина реки составляет 17 км. 

## Данные водного реестра
По данным государственного водного реестра России относится к Окскому бассейновому округу, водохозяйственный участок реки — Проня от истока и до устья, речной подбассейн реки — Бассейны притоков Оки до впадения Мокши. Речной бассейн реки — Ока.
По данным геоинформационной системы водохозяйственного районирования территории РФ, подготовленной Федеральным агентством водных ресурсов:
- Код водного объекта в государственном водном реестре — 09010102112110000025158
- Код по гидрологической изученности (ГИ) — 110002515
- Код бассейна — 09.01.01.021
- Номер тома по ГИ — 10
- Выпуск по ГИ — 0